# La Vierge et l'Enfant avec le petit saint Jean-Baptiste
La Vierge et l'Enfant avec le petit saint Jean-Baptiste – en italien Madonna con Bambino e san Giovannino – est un tableau réalisé vers 1490 par le peintre florentin Sandro Botticelli et son atelier. Ce tondo peint a tempera et à l'huile sur un panneau de bois est une Madone qui représente l'Enfant Jésus s'approchant du visage de Marie tandis que le jeune Jean le Baptiste se tient en adoration derrière lui. L'œuvre est conservée au Cleveland Museum of Art, à Cleveland, dans l'Ohio, aux États-Unis. Une réplique d'atelier présentant de faibles variantes dans le paysage à l'arrière-plan se trouve au musée du Petit Palais, à Avignon, en France.

## Galerie

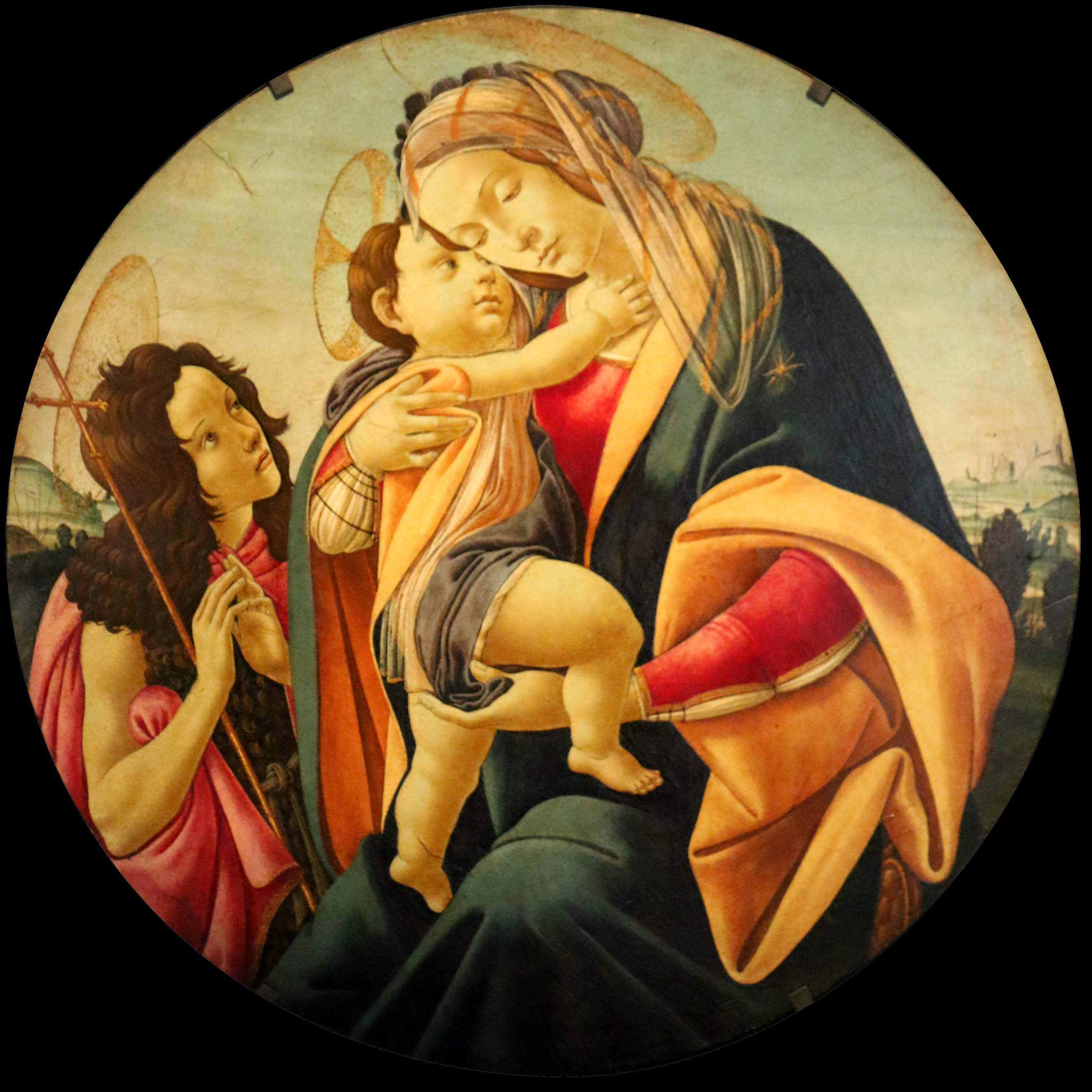
Réplique d'atelier au musée du Petit Palais, à Avignon